# صبا آذرپیک
صبا آذرپیک (زاده ۱۳۶۰) روزنامه‌نگار و خبرنگار گروه سیاسی روزنامه اعتماد بود و از فعالیت مطبوعاتی کناره گرفته‌است. او تحت عنوان «فسادیاب» در افشای بسیاری از فسادها از جمله فساد شهرداری در دوران قالیباف و همین‌طور فساد وزارت صمت در دولت‌های دوازدهم و سیزدهم نقش داشته‌است. وی همچنین در موضوع رد اعتبارنامه غلامرضا تاجگردون به اتهام فساد و سوءاستفاده از قدرت، در ابتدای شروع به کار مجلس یازدهم نقش به سزایی ایفا کرد.

## بازداشت‌ها
وی پس از افشای ضرب و شتم، بازداشت و توهین‌های صورت گرفته از سوی گشت‌های ارشاد در میدان ونک تهران که خصوصاً در آستانه انتخابات ریاست جمهوری دهم بازتاب وسیعی در رسانه‌های جمعی داشت با شکایت نیروی انتظامی و تهدیدهای مقامات انتظامی روبرو گردید.
صبا آذرپیک، در ۷ خرداد ۱۳۹۳ به علت اقدام علیه امنیت ملی با حکم قضایی در منزل خود بازداشت شد؛ و پیش از این نیز در بهمن ۱۳۹۱ بازداشت شده بود.
پس از گذشت ۴۰ روز از بازداشت اخیر صبا آذرپیک در خرداد ۹۳، هنوز هیچ‌کس از محل نگهداری، ارگان بازداشت‌کننده و اتهامات وی خبری ندارد. وکیل وی عنوان اتهامی کلی «تبلیغ علیه نظام» را از دادسرای اوین شنیده‌است. وی ۱۵ تیر ۹۳ با گذشت نزدیک به چهل روز از بازداشتش، برای نخستین بار موفق به تماس با خانواده خود شد. .
با وجود گذشت دو ماه از دستگیری او، وکیل او محمود علیزاده طباطبایی به کمپین بین‌المللی حقوق بشر در ایران گفت که هیچ اطلاعی از موکل خود ندارد. برخی از شاهدان عینی که آذرپیک را در دیده‌اند، بیان داشته‌اند که آذرپیک به دلیل ماندن در سلول انفرادی و تحت بازجویی قرار گرفتن، از وضعیت جسمی و روحی نابسامانی برخوردار است و به شدت لاغر شده‌است. بنابر گزارش‌ها، خانواده او تهدید شده‌اند که «برای حفظ امنیت جان فرزند خود با رسانه‌های خارجی مصاحبه نکنند».

### آزادی به قید وثیقه
صبا آذرپیک در اواخر مرداد ماه ۹۳ پس از ۸۵ روز بازداشت در سلول انفرادی، با سپردن وثیقه ۲۰۰ میلیون تومانی آزاد شد، هرچند وی هنوز، تفهیم اتهام نشده‌است.

## بازداشت ۱۳۹۹
روز ۱۹ بهمن ۱۳۹۹ عطاالله حافظی، همسر صبا آذرپیک از بازداشت او خبر داد.
او در توییتی نوشته بازداشت آذرپیک غیرقانونی بوده‌است و در ادامه خطاب به رئیسی رئیس قوه قضاییه نوشته‌است: چه جریان مشکوکی در قوه قضاییه همزمان با غیبت شما در تهران این‌گونه اقدامات نابخردانه اعتبار دستگاه قضایی را به بازی می‌گیرند و برای قوه قضاییه در آستانۀ سالگرد پیروزی انقلاب حاشیه سازی می‌کنند؟
آذرپیک در کمتر از ۲۴ ساعت با قید کفالت آزاد شد.